# مساحة السطح القطبي (PSA)

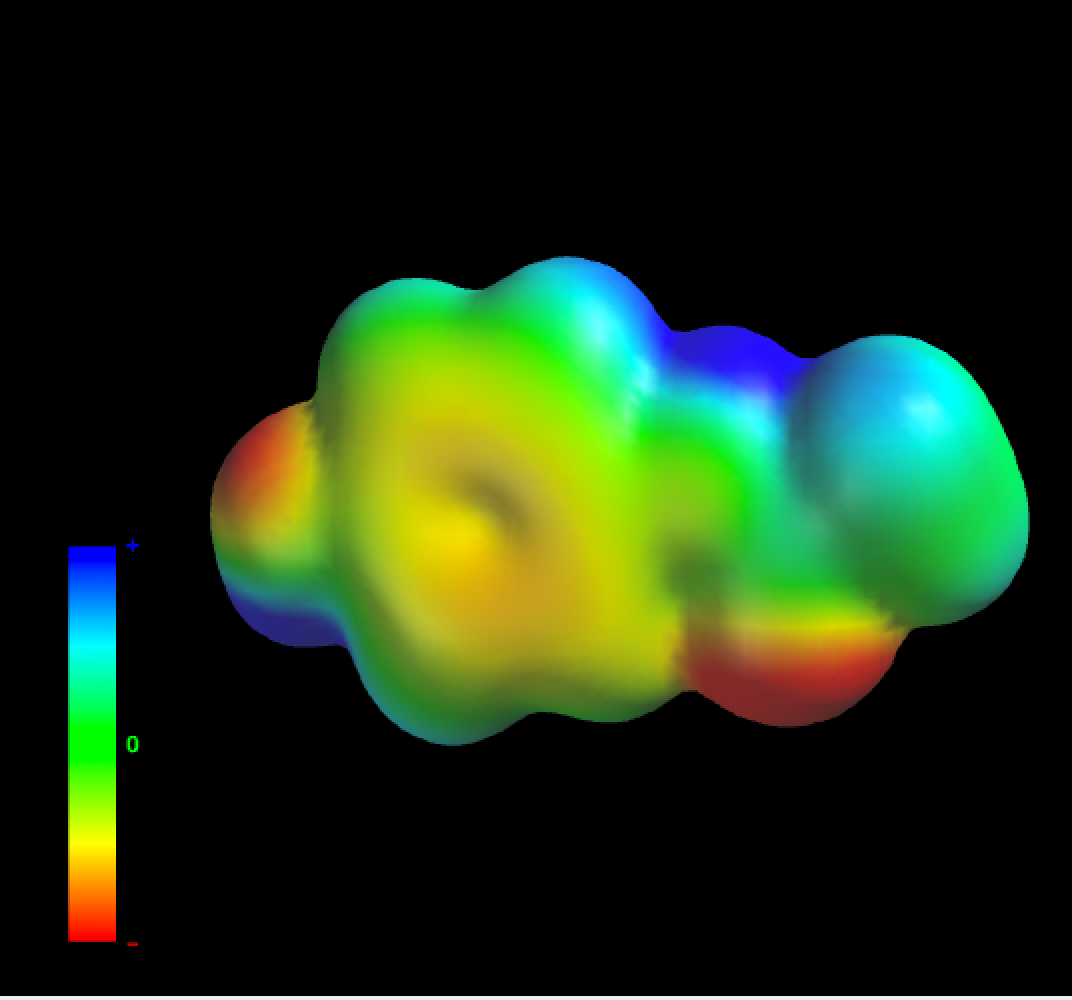
سطح الطاقة الكهربائية الكامنة للباراسيتامول، حيث تظهر المناطق القطبية باللون الأحمر والأزرق.

مَساحَة السَطح القُطْبي (PSA) أو مَساحَة السّطح الطوبولوجي (TPSA) لجزيء ما تُعَرّف بأنّها مجموع السّطح فَوق جَميع الذّرات أو الجُزيئات القُطبية، وتشمل بشكلٍ أساسي كُلاً من الأكسجين والنيتروجين، بما في ذلك ذرات الهيدروجين المُرتَبِطة بهما.
مَساحَة السَطح القُطْبي هو مِقياس كيميائي طِبيّ شائِع الاسْتِخدام لتَحسين قُدرة الدّواء على اختراق الخلايا والتّخَلْخُل داخلها. بشكلٍ عام تَميلُ الجُزيئات التّي تَمتلكُ مساحةً قُطبيّة أكبر من 140 أنغستروم مربعة إلى أن تكون أَقلَ قُدرة عَلى اختراق أغشية الخلاي. ولكي تَخْتَرق الجُزيئات الحاجِزَ الدّمَوي الدّماغيّ (وبالتالي تَعمل عَلى المُستَقبلات في الجهاز العصبي المركزي)  يجب أنْ تكون مَساحَة السَطح القُطْبي أقل من 90 أنغستروم مربعة.